# Lotus glaucus
Espèce
Lotus glaucus est une espèce de plantes à fleurs de la famille des Fabaceae.